# Calluga catocalaria
Micrulia catocalaria là một loài bướm đêm trong họ Geometridae.